# Lagărul de concentrare Mauthausen-Gusen

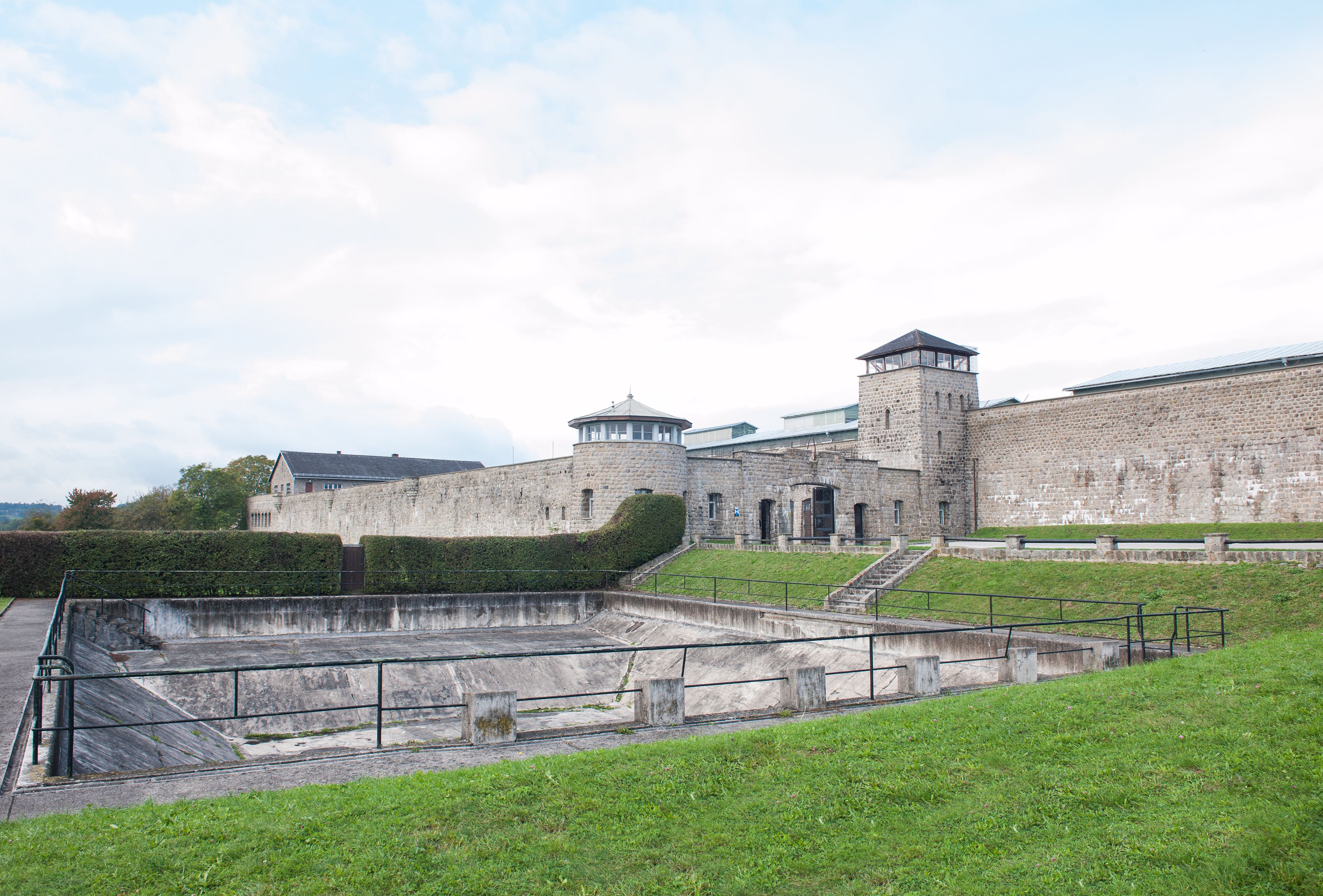
Lagărul de concentrare Mauthausen-Gusen

Lagărul de concentrare Mauthausen a fost un lagăr construit de Germania nazistă în apropierea orașului Linz din Austria. A funcționat începând din 1938, imediat după Anschluss, până în 1945. Aici au fost exterminați aproximativ 100.000 oameni: evrei, sinti-roma (rromi) și oponenți politici. 

## Personalități exterminate în lagăr
- Père Jacques (1900-1945), călugăr carmelit